# Ново-Троица
Но́во-Тро́ица — деревня в Асиновском районе Томской области, Россия. Входит в состав Новиковского сельского поселения.

## География
Деревня расположена в 300 м к югу от центра поселения — Новиковки. Ново-Троицу и Новиковку разделяет река Итатка. В деревне только одна улица (Заречная), вдоль которой и «вытянулся» населённый пункт.

## История
Основана в 1895 г. В 1926 году состояла из 161 хозяйства, основное население — русские. В административном отношении являлась центром Ново-Троицкого сельсовета Ново-Кусковского района Томского округа Сибирского края.

## Население
| 1926 | 1939 | 1959 | 1970 | 1979 | 1989 | 2002 |
| ---- | ---- | ---- | ---- | ---- | ---- | ---- |
| 875  | ↘688 | ↘421 | ↘307 | ↘216 | ↘111 | ↘75  |
| 2010 | 2012 | 2013 | 2014 | 2015 | 2019 | 2021 |
| ↘64  | ↗83  | ↘77  | ↘75  | ↗80  | ↘64  | ↘54  |

## Социальная сфера и экономика
Ближайшие школа и фельдшерско-акушерский пункт находятся в Новиковке.